# Бела Грунбергер
Бела Грунбергер (на унгарски: Grunberger Béla) е френски психоаналитик.

## Биография
Роден е на 22 февруари 1903 година в Надварад, Унгария (днес Орадея, Румъния). Първоначално учи в родния си град, а след като той става румънски след Първата световна война прекъсва учението си. Научава малко немски от роднини и заминава за Пещ и там завършва гимназия.
Грунбергер е известен с книгата си от 1969 г. „L’univers Contestationnaire“, написана заедно с Жанин Часеге-Смиржел под общия псевдоним Андре Щефан. Тази книги предполага, че размирниците от лявото крило през май 1968 г. са тоталитарни сталинисти и психоанализирайки ги казва, че са повлияни от силен инфантилизъм, който ги хваща в Едипов бунт срещу Бащата. По-конкретно Лакан е споменат в тази книга с голямо пренебрежение. Докато Груденберг и Часеге-Смиржел са все още скрити под псевдонима, Лакан отбелязва, че със сигурност никой от авторите не принадлежи на неговата школа, както и никой не би паднал толкова ниско.
Умира на 25 февруари 2005 година в Париж на 102-годишна възраст.